# Volo Southwest Air Lines 611
Il volo Southwest Air Lines 611 (compagnia ora nota come Japan Transocean Air) è l'unico incidente aereo significativo mai registrato all'aeroporto di Ishigaki. Il 26 agosto 1982, un Boeing 737-200 operante il volo uscì di pista mentre tentava di atterrare. Il jet prese fuoco e fu distrutto, ma nessuno dei 138 occupanti perse la vita nel disastro.

## L'aereo
Il velivolo coinvolto era un Boeing 737-200, marche JA8444, numero di serie 21477, numero di linea 545. Volò per la prima volta il 1º dicembre 1978 e venne consegnato a Southwest Air Lines qualche settimana dopo, il 18 gennaio 1979. Era spinto da 2 motori turboventola Pratt & Whitney JT8D-17. Al momento dell'incidente, l'aereo aveva circa 4 anni e aveva accumulato 5 056 ore di volo.

## L'incidente
Il volo Southwest Air Lines 611 decollò dalla pista 36 dell'aeroporto di Naha sull'isola di Okinawa alle 13:09 ora locale diretto a Ishigaki, in Giappone. Il velivolo salì all'altitudine di crociera di 24 000 piedi (7 300 m). Durante l'avvicinamento, i piloti ricevettero le informazioni meteorologiche per Ishigaki - vento a 300° a 12 nodi; temperatura 32 °C; pista attiva: 22. L'equipaggio effettuò un atterraggio con vento trasversale ad una velocità leggermente superiore a quella di riferimento. L'aereo rimbalzò e, toccando terra di nuovo, i deflettori e gli inversori di spinta non funzionarono. Il comandante spense entrambi i motori, ma questa azione disabilitò il sistema di frenatura antiscivolo. Gli pneumatici interni di entrambe le sezioni del carrello principale scoppiarono quasi contemporaneamente. Il volo uscì di pista e si fermò 145 metri oltre la soglia, alle 13:49. Tutti gli occupanti vennero evacuati. Alle 14:01, il Boeing 737 prese fuoco e fu distrutto.
Nessuno dei 138 passeggeri e membri dell'equipaggio perse la vita nell'incidente, ma in 67 rimasero feriti. Gravi lesioni vennero evitate grazie ad una rapida evacuazione.

## Le indagini
Venne appurato che la causa dell'incidente fu un errore del pilota. Oltre a una velocità di atterraggio più alta del normale, gli inversori di spinta e i deflettori non avevano funzionato correttamente. Il dispositivo antiscivolo si era disattivato allo spegnimento dei motori e il ritardo del comandante nel frenare manualmente non aveva permesso una decelerazione sufficiente. Con il dispositivo antiscivolo spento, la forza frenante si ridusse a meno della metà. Il comitato investigativo appurò che, seppur atterrati ad alta velocità, applicando la massima forza di frenata manuale e lasciando i motori al minimo (senza spegnerli) sarebbe stato possibile per i piloti fare fermare l'aereo prima della fine della pista.